# Vesna (музичний гурт)
«Vesna» — чеський гурт народної музики. До його складу входять співачка, композиторка і авторка текстів Патрісі Фуксова, скрипалька та вокалістка Бара Шусткова, клавішниця Олеся Очеповська, барабанщиця Маркета Ведралова та басистка Тереза Чепкова. Гурт представив Чехію на пісенному конкурсі Євробачення 2023 з піснею My Sister's Crown, набравши у фіналі 129 балів і посівши десяте місце.

## Історія
Гурт був заснований у 2016 році Патрісі Фуксовою. Під час навчання в консерваторії у неї виникла ідея заснувати повністю жіночий гурток, який би прославляв жіночість і чеські народні мотиви. Разом з нею на початку у гурті були скрипалька Бара Шусткова, флейтистка Андреа Шулцова та Таніта Янкова, з якою вона познайомилася в Празькій консерваторії імені Ярослава Єжека.

### 2017 рік
Першою випущеною піснею була «Morana», названа на честь богині зими та смерті, яку вони записали у співпраці з Чеським національним симфонічним оркестром. Наступними синглами стали «Mokoš», «Vesna» та «Živa», названі на честь богинь осені, весни та літа відповідно.

### 2018 рік
У 2018 році групу покинули Шулцова та Янкова, яких замінили піаністка Олеся Очеповська з Росії та барабанщиця Маркета Ведралова. У листопаді вони випустили свій дебютний альбом Pátá Bohyně з 13 піснями. З цим альбомом гурт був номінований у категорії «Відкриття року» музичної премії Anděl 2018.

### 2019–⁠2022
У червні 2019 року група випустила пісню «Bílá laň» у співпраці з Верою Мартиновою, а в липні пісню «Bečva», названу на честь однойменної річки, у співпраці зі співачкою Зузаною Сматановою. 18 листопада вони випустили пісню «Nezapomeň». Восени 2019 року група організувала свій перший клубний тур Чехією та Словаччиною під назвою #MyaVy.
Під час пандемії COVID-19 група працювала над новим альбомом Anima. Він вийшов у жовтні 2020 року, містив 11 пісень. У записі гурт зосередився на архетипах тварин, символіці нічного неба, жіночому тілі, самосприйнятті чи балансуванні чоловічого та жіночого світів.

### 2023 рік
Гурт обрали одним із п'ятьох учасників ESCZ 2023, національного відбору Чехії на Пісенний конкурс Євробачення 2023. Гурт виступив на конкурсі з піснею «My sister's crown».